# Zatoczek gładki
Zatoczek gładki (Gyraulus laevis) – gatunek ślimaka słodkowodnego z rodziny zatoczkowatych (Planorbidae), zagrożony wyginięciem, głównie z powodu zanieczyszczeń pochodzenia rolniczego.

## Występowanie
Zasięg występowania tego gatunku obejmuje Europę Środkową i Wschodnią, północne Włochy, Hiszpanię, Wielką Brytanię, Finlandię oraz obszary położone poza kołem podbiegunowym, a także Islandię oraz region Maghrebu.
Zasiedla głównie nasłonecznione i płytkie strefy czystych i spokojnych wód. Toleruje wody o niewielkim stopniu zasolenia. W jeziorach jest często gatunkiem pionierskim.

## Budowa
Muszla o wymiarach 1–2,5 × 3–4,5 mm, rogowo brązowa, błyszcząca, nieregularnie prążkowana, z 3–4 mocno uwypuklonymi skrętami z głębokim szwem.

## Zagrożenia i ochrona
W klasyfikacji IUCN gatunek zaliczony został do kategorii LC (najmniejszej troski), mimo że w znacznej części zasięgu obserwowane są spadki jego populacji z powodu zanieczyszczeń i modyfikacji siedlisk.
Obszar występowania tego ślimaka, pomimo szerokiego zasięgu, jest niepełny i ograniczony. W całym zasięgu zatoczek gładki występuje lokalnie. W Szwecji wyginął. W wielu krajach jest uznawany za gatunek zagrożony (Niemcy, Szwajcaria) lub narażony na wyginięcie. W Polsce, Czechach, Danii i Norwegii jest gatunkiem bardzo rzadkim. W Polsce zaliczany do najrzadszych i najbardziej zagrożonych wyginięciem zatoczkowatych.
Zasadniczą przyczyną zanikania tego gatunku jest pogarszanie się parametrów wody spowodowane zanieczyszczeniami pochodzenia rolniczego.